# Ludwig Otto Hesse
Ludwig Otto Hesse nemški matematik, * 22. april, 1811, Königsberg, Prusija (sedaj Kaliningrad, Rusija) † 4. avgust 1874, München, Nemško cesarstvo (sedaj Nemčija).

## Življenje
Hesse se je rodil v Königsbergu kot sin Johanna Gottlieba Hesseja in njegove žene Anne Karoline Reiter (1788–1865). Njegov oče je bil poslovnež in lastnik pivovarne. Študiral je v Königsbergu na Univerzi v Königsbergu (imenovana Albertina) pri Jacobiju. Njegovi učitelji so bili tudi Bessel, Neumann in Richelot. Doktoriral je v letu 1840 na Univerzi v Königsbergu z dizertacijo De octo punctis intersectionis trium superficium secundi ordinis. Leta 1841 je habilitiral. Istega leta se je poročil s Sophie Marie Emilie Dulk, hčerjo lekarnarja in profesorja kemije Friedricha Philippa Dulka (1788–1852). Imela sta sina in 5 hčera.
Hesse je nekaj časa poučeval fiziko in kemijo na poklicni šoli v Königsberg in predaval na Albertini. V letu 1845 so ga imenovali za izrednega profesorja na Univerzi. Leta 1855 se je preselil v Halle. Med letoma 1856 in 1868 je bil v Heidelbergu, nato pa se je preselil v München na tamkajšnjo na novo ustanovljeno politehniško šolo. Leta 1869 so ga sprejeli v Bavarsko akademijo znanosti.

## Delo
Ukvarjal se je s teorijo invariant. Znan je po Hessovi matriki in Hessovi normalni formi.

## Priznanja

### Poimenovanja
Po njem se imenuje asteroid glavnega pasu 25029 Ludwighesse, ki ga je odkril Comba 26. avgusta 1998.